# George Calver
George Calver es una variedad cultivar de ciruelo (Prunus domestica), de las denominadas ciruelas europeas,
una variedad de ciruela plántula casual que fue encontrada en el jardín particular de Mr. Calver, de Newton Abbot, Devon (Reino Unido) en 1966.
Las frutas tienen un tamaño pequeño a mediano, con un color de piel azul violeta a azul oscuro, salpicado de pruina espesa blanquecina, puntos numerosos, pequeños, y pulpa de color amarillo verdoso, textura poco jugosa, fibrosa, firme, y sabor de dulzor medio, suave, no muy aromática, justo en calidad.

## Historia
'George Calver' es una variedad de ciruela, plántula casual que fue encontrada en el jardín particular de Mr. Calver, de Newton Abbot, Devon (Reino Unido) en 1966. Se desconocen los parentales progenitores.
'George Calver' está cultivada en la National Fruit Collection (Colección Nacional de Fruta) de Reino Unido, con el número de accesión: 1982 - 267 y nombre de accesión : George Calver. Recibido por "The National Fruit Trials" (Probatorio Nacional de Frutas) en 1982.

## Características
'George Calver' árbol de tamaño mediano, vigoroso, erguido, resistente, variable en productividad. Requiere suelo ligero y una posición soleada. Es autofértil. Tiene un tiempo de floración que comienza a partir del 17 de abril con el 10% de floración, para el 20 de abril tiene una floración completa (80%), y para el 30 de abril tiene un 90% de caída de pétalos.
'George Calver' tiene una talla de tamaño pequeño a mediano (peso promedio 19,90 g.), de forma ovaladas, frecuentemente con un ligero cuello, mitades iguales, cavidad poco profunda, estrecha, abrupta, con la sutura muy poco profunda, a menudo una línea, con el ápice redondeado; Epidermis dura, que se separa fácilmente, y la piel color azul violeta a azul oscuro, salpicado de pruina espesa blanquecina, puntos numerosos, pequeños; Pedúnculo de longitud medio (promedio 11.63 mm), grueso, muy pubescente, bien adherido al fruto;pulpa de color amarillo verdoso, textura poco jugosa, fibrosa, firme, y sabor de dulzor medio, suave, no muy aromática, justo en calidad.
Hueso de semi libre a libre, de forma ovalada alargada, aplanada, las superficies rugosas y profundamente picadas, estrechándose hacia la base y el ápice, sutura ventral fuertemente surcada, con un ala distinta pero no prominente, y la sutura dorsal generalmente ancha y profundamente acanalada.
Su tiempo de recogida de cosecha se inicia en su maduración tercera decena de agosto y primera decena de septiembre.

## Usos
La ciruela 'George Calver' tiene unas características organoléticas muy justas de calidad, por lo cual se utiliza preferentemente como ciruela para elaboraciones culinarias.